# Cycloserin
Cycloserin (Handelsname in den USA: Seromycin) ist eine heterocyclische organische Verbindung, die zu den Oxazolidinonen zählt und chiral ist. Die Substanz wird als antibiotisch wirksamer Arzneistoff zur Behandlung von Tuberkulose verwendet. Cycloserin gilt als Mittel der zweiten Wahl und wird nur dann eingesetzt, wenn der Erreger gegen andere Antibiotika resistent ist.

## Natürliches Vorkommen und Herstellung
Cycloserin, 1955 erstmals isoliert und dann unter dem Namen D-Cycloserin von Hoffmann-La Roche als vorwiegend gegen Tuberkelbakterien wirksames Tuberkulostatikum gehandelt, wird von verschiedenen Streptomyceten wie Streptomyces garyphalus, S. archidaceus und S. lavedulae produziert, aus denen es durch Fermentation gewonnen werden kann. Technisch wird die Verbindung aus der Aminosäure D-Serin durch Umsetzung mit Methanol und Chlorwasserstoff und darauffolgender Umsetzung mit Phosphorpentachlorid PCl5 und Cyclisierung mit Hydroxylamin hergestellt. Eine einfache Labormethode ist inzwischen bekannt.

## Eigenschaften
Cycloserin ist ein gut wasserlösliches, hygroskopisches, kristallines Pulver von weißer bis hellgelber Farbe. In wässriger Lösung – bei pH-Werten von 7 und kleiner – zersetzt sich Cycloserin rasch. Die Lösung reagiert sauer (pKs ≈4,5).

## Verwendung als Arzneimittel
In der Behandlung der Tuberkulose wird das D-Enantiomer (D-Cycloserin) in Dosen von 0,5 g (Kinder) bis 1 g pro Tag (Erwachsene) oral verabreicht. Die Resorption erfolgt nahezu vollständig; Elimination geschieht renal. Die Plasmahalbwertszeit liegt bei etwa 10 Stunden. Das Wirkoptimum von Cycloserin liegt bei einem pH-Wert von 6,4 bis 7,4. Gegen entsprechend empfindliche Stämme Gram-positiver und Gram-negativer Bakterien sowie gegen Mycobacterium tuberculosis zeigt Cycloserin je nach Konzentration bakteriostatische oder bakterizide Wirkung. D-Cycloserin inhibiert sowohl die Alanin-Racemase als auch die D-Alanyl-D-Alanin-Synthetase, beides Enzyme, die für die Synthese der bakteriellen Zellwand essentiell sind. Das L-Enantiomer hemmt eine Reihe Vitamin-B6-abhängiger Enzyme und ist für den Menschen stärker toxisch.
Bislang erst in Anfängen erforscht ist der Einsatz von Cycloserin in der Verhaltenstherapie. Die Psychotherapie bestimmter Angststörungen verlief unter begleitender Behandlung mit Cycloserin deutlich effektiver. Dabei wirkt Cycloserin nicht angstdämpfend, sondern verstärkt die Wirkung des in Form einer Angstexposition angewendeten psychotherapeutischen Verfahrens. Hierin wird der Patient wiederholt mit der angstauslösenden Situation konfrontiert und lernt nach und nach, dass seine Angst in Wirklichkeit unbegründet ist: Er verliert die Angst. Wenige, niedrig dosierte Gaben von Cycloserin führten dazu, dass dieser Lernvorgang rascher abgeschlossen war. Präklinische Studien weisen darauf hin, dass diese Wirkung des Cycloserins durch die Beeinflussung von NMDA-Rezeptoren in der Amygdala entsteht. NMDA-Rezeptoren spielen eine wesentliche Rolle im biochemischen Mechanismus für Lernen und Gedächtnis.

## Nebenwirkungen und Sicherheitshinweise
Cycloserin wirkt als Antagonist für Vitamin B6 (Pyridoxin) und führt durch dessen Inaktivierung zu Pyridoxin-Mangelzuständen bzw. bedingt demzufolge u. a. Fehlfunktionen im Aminosäure-Stoffwechsel (siehe Pyridoxalphosphat) sowie u. a. eine erhöhte nervale Erregbarkeit (s. Untersuchungen zum Einsatz in der Verhaltenstherapie). Hintergrund: Enzyme in den Eukaryoten namens Glutamat-Decarboxylase (GAD) katalysieren die Decarboxylierung von Glutamat zu γ-Aminobuttersäure (GABA), dem wichtigsten inhibitorischen (hemmenden) Neurotransmitter im Zentralnervensystem. Für diesen einzigen bekannten Weg zur Biosynthese des Neurotransmitters GABA benötigen diese Enzyme (GAD) als Co-Faktor Pyridoxalphosphat, die aktive Form des Pyridoxins (Vitamin B6), dessen Vorstufe durch Cycloserin inaktiviert wird.
Ein aus Cycloserin-Gabe resultierender Mangel an GABA bzw. ursächlich Vitamin B6 führt u. a. zu erhöhter Erregbarkeit der Nerven, woraus zahlreiche neurotoxische Nebenwirkungen resultieren (z. B. Hauptursache für Konzentrationsstörungen) und kann demzufolge mit Pyridoxin (Vit. B6) therapiert werden. Cycloserin zeigt schon in therapeutischen Dosen von 12 bis 15 mg/kg Körpergewicht – vorwiegend neurotoxische – Nebenwirkungen, was etwa 75 % aller unerwünschten Wirkungen ausmacht. Dabei treten als Symptome Hautausschlag, Schläfrigkeit, Schwindel, Desorientierung, Übererregbarkeit, Kopfschmerzen und Euphorie bis hin zu Krampfanfällen und Depressionen – auch mit suizidaler Tendenz – auf. In Deutschland ist Cycloserin selbst wegen der starken Nebenwirkungen nicht als Arzneistoff zugelassen; als Tuberkulose-Medikament eingesetzt wird das Cycloserin-Derivat Terizidon, dies jedoch auch nur als Mittel der zweiten Wahl.
Die Nebenwirkungen treten meist bei langfristiger Gabe hoher Dosen auf. In der jüngeren Forschung, die u. a. die verstärkenden Eigenschaften von Cycloserin auf die Verhaltenstherapie untersucht, werden geringe Dosen für eine sehr kurze Zeit eingesetzt. Meist werden ein oder zwei Dosen 50–500 mg Cycloserin im Abstand von mindestens einer Woche gegeben. Entsprechend sind schwere Nebenwirkungen als eher unwahrscheinlich einzuschätzen.
Für den Menschen wurden letale Dosen zwischen 60 und 560 mg/kg Körpergewicht berichtet, während die Giftigkeit für Mäuse und Ratten gering ist (LD50 ≈5 g/kg).